# Cyrtandra calycina
Cyrtandra calycina là một loài thực vật có hoa trong họ Tai voi. Loài này được Benth. mô tả khoa học đầu tiên năm 1843.